# Il bravo
Il bravo è un'opera in tre atti di Saverio Mercadante, su libretto di Gaetano Rossi e Marco Marcelliano Marcello. La prima rappresentazione ebbe luogo al Teatro alla Scala di Milano il 9 marzo 1839.
Gli interpreti della prima rappresentazione furono:
| Personaggio | Interprete           |
| ----------- | -------------------- |
| Foscari     | Pietro Balzar        |
| Cappello    | Antonio Benciolini   |
| Pisani      | Andrea Castellan     |
| Il bravo    | Domenico Donzelli    |
| Marco       | Eutimio Polonini     |
| Luigi       | Giovanni Quattrini   |
| Un messo    | Napoleone Marconi    |
| Teodora     | Sofia Schoberlechner |
| Violetta    | Eugenia Tadolini     |
| Michelina   | Angiolina Villa      |

Direttore era Eugenio Cavallini. La regia era di Bartolomeo Merelli e la scenografia di Baldassarre Cavallotti e D. Menozzi.
Il libretto del Bravo era stato commissionato al poeta Antonio Bindocci, poi, per ragioni non chiare, affidato invece a Rossi. Bindocci stampò ugualmente il suo libretto (Torino, Gianini e Fiore, 1839), facendolo precedere da una requisitoria contro Mercadante e Rossi.
Lo stesso Rossi scrisse nel libretto che, a causa di una malattia, fu coadiuvato nella stesura da un suo amico scelto come collaboratore, Marco Marcelliano Marcello, che, seguendone i suggerimenti, lo aiutò a completarlo nel tempo stabilito.

## Trama
L'azione si svolge a Venezia nel XVI secolo.
Carlo è un bravo, un sicario che lavora per conto del governo di Venezia, che ha accettato questo incarico per salvare la vita al padre, che altrimenti sarebbe stato ucciso. A Carlo viene chiesto di assassinare Teodora, ma egli scopre che dietro questa donna si cela la sua ex moglie, che egli aveva tentato di uccidere credendo, ingiustamente, che lo avesse tradito. Teodora è stata amata dal patrizio Foscari, che ora però si è invaghito della figlia di Teodora, Violetta, a sua volta innamorata di Pisani, un patrizio esiliato. Violetta e Pisani riescono a fuggire e Teodora, per togliere dall'imbarazzo Carlo, che deve scegliere se salvare la vita a lei condannando a morte il padre o viceversa uccidere lei per salvare la vita al genitore, si pugnala a morte. Subito dopo Carlo apprende che il padre è morto, e quindi il sacrificio di Teodora è stato inutile.

## Struttura musicale
- Sinfonia

### Atto I
- N. 1 - Introduzione Steso ha già propizia notte (Coro, Luigi)
- N. 2 - Cavatina Foscari Della vita nel sentiero (Foscari, Luigi, Coro)
- N. 3 - Cavatina Bravo All'età dell'innocenza
- N. 4 - Duetto Pisani e Bravo Ancor giovine e proscritto
- N. 5 - Coro Viva la doge!
- N. 6 - Duetto Bravo e Foscari Io studio gli astri in cielo
- N. 7 - Finale I Sì giustizia, tremenda vendetta (Coro, Michelina, Marco, Cappello, Foscari, Bravo, Violetta, Pisani)

### Atto II
- N. 8 - Cavatina Teodora Tu che d'un guardo penetri (Teodora, Pisani)
- N. 9a - Aria Bravo Tranquillo, beato, d'un'alma, d'un core (Bravo, Violetta)
- N. 9b - Aria Violetta Figlio infelice, almeno
- N. 9c - Duetto Pisani e Violetta Ella? M'inganno!
- N. 10 - Finale II Viva, viva la fata, l'Armida (Coro, Teodora, Foscari, Cappello, Violetta, Bravo, Michelina, Marco)

### Atto III
- N. 11a - Duetto Teodora e Violetta Nell'orror trascinata
- N. 11b - Quartetto E lo chiedi?...Cessa...cessa (Teodora, Bravo, Violetta, Pisani)
- N. 12 - Coro Segreti, quai spettri tacenti
- N. 13 - Finale III Siete sposi! Infausti auspici! (Bravo, Teodora, Pisani, Violetta, Messo)

## Discografia
Esistono due registrazioni de Il bravo:
- William Johns (Il Bravo), Miwako Matsumoto (Violetta), Maria Parazzini (Teodora), Paolo Washington (Foscari), Antonio Savastano (Pisani), Gino Sinimberghi (Cappello), Loris Gambelli (Marco), Mario Macchi (Luigi), Giovanna Di Rocco (Michelina), Gabriele Ferro (direttore), Orchestra e Coro del Teatro dell'Opera di Roma, Fonit Cetra «Italia» CDC 94 (3CD) / Warner Fonit 8573 84435-2 (2CDS) (registrazione dal vivo del 1976)
- Dino Di Domenico (Il Bravo), Janet Perry (Violetta), Adelisa Tabiadon (Teodora), Stefano Antonucci (Foscari), Sergio Bertocchi (Pisani), Leonardo De Lisi (Cappello), Ambrogio Riva (Marco), Giuseppe De Matteis (Luigi), Maria Cristina Zanni (Michelina), Bruno Aprea (direttore), Orchestra Internazionale d'Italia, Slovak Philharmonic Chorus, Nuova Era 6971-73 (3CDS) / House of Opera DVDCC 267, 2005 (registrazione dal vivo del 1990)